# Relations entre le Bangladesh et le Yémen
Les relations entre le Bangladesh et le Yémen sont les relations bilatérales de la république populaire du Bangladesh et de la république du Yémen.

## Reconnaissance
Le Yémen du Sud, aujourd'hui intégré au Yémen, a reconnu le Bangladesh le 15 juin 1971. Le Yémen du Sud a été le premier État arabe à reconnaître le Bangladesh — d'autres États arabes avaient soutenu le Pakistan lors de la guerre de 1971 — et le soutien à l'indépendance du Bangladesh a marqué l'émergence d'une division entre le Yémen du Sud et la Chine. Le Yémen du Sud a également soutenu l'adhésion de l'État bangladais émergent à l'Organisation mondiale de la santé. Les relations diplomatiques entre le Bangladesh et la République arabe du Yémen ont été établies en 1973, lorsque le Yémen du Nord a reconnu le Bangladesh. Selon Sheikh Mujibur Rahman, l'ouverture de relations diplomatiques entre le Bangladesh et la République arabe du Yémen — ainsi que plusieurs autres États arabes — est le résultat du soutien du Bangladesh à la cause arabe lors de la guerre israélo-arabe de 1973,.

## Coup d'État de 1975
Après le coup d'État au Bangladesh en 1975, le Yémen du Nord a été l'un des premiers États à reconnaître le gouvernement de Khondaker Mostaq Ahmad.

## Visite présidentielle de 1987
Le président du Bangladesh, Hossain Mohammad Ershad, s'est rendu au Yémen du Nord en juillet 1987, dans le but de stimuler le commerce et la coopération. Deux accords de coopération bilatérale entre les deux États ont été signés au cours de cette visite. Il s'agissait de la première visite du président bangladais au Yémen du Nord,.

## Coopération en éducation
Le secteur de l'éducation a été identifié comme un domaine potentiel pour étendre la coopération bilatérale entre le Bangladesh et le Yémen. Les deux parties ont exprimé la nécessité de mettre en place des programmes d'échanges éducatifs, notamment dans les domaines de l'ingénierie et des technologies de l'information.

## Coopération économique
Les liens économiques entre le Bangladesh et le Yémen se sont renforcés dans les années 1990, avec une forte augmentation des échanges commerciaux et de la migration de la main-d'œuvre.
Le Bangladesh et le Yémen ont exprimé un intérêt mutuel pour le développement du commerce et des investissements bilatéraux entre les deux pays. Les produits pharmaceutiques bangladais, la céramique, la mélamine, le jute et le tissu, les produits en cuir , etc. ont été identifiés comme des industries prometteuses et très demandées sur le marché yéménite. En 2013, le président yéménite Abdrabbo Mansour Hadi a exprimé son souhait de faire construire dans les chantiers navals bangladais quelques patrouilleurs pour les gardes-côtes du Yémen. Le Yémen a proposé de signer un accord sur le commerce avec le Bangladesh. Par ailleurs, la nécessité d'échanges de délégations commerciales entre les deux pays a également été soulignée.